# Ramón Díaz
Ramón Ángel Díaz (sinh ngày 29 tháng 8 năm 1959) là một cựu cầu thủ và huấn luyện viên bóng đá người Argentina. Ông từng chơi cho River Plate ở vị trí tiền đạo, và huấn luyện đội bóng này trong ba nhiệm kỳ, giành được tám danh hiệu. Ông còn được biết đến với biệt danh là El Pelado ("Baldy").

## Sự nghiệp chơi bóng

### Cấp câu lạc bộ
Díaz được sinh ra tại thành phố La Rioja. Ông chơi ở vị trí tiền đạo và khởi nghiệp ở hệ thống đào tạo trẻ của River Plate. Díaz có trận ra mắt giải hạng nhất Argentina vào ngày 13 tháng 8 năm 1978, trong trận đấu River Plate đánh bại Colón de Santa Fe với tỷ số 1–0. Ông ghi bàn thắng đầu tiên vào ngày 30 tháng 8 năm đó, trong trận đấu với Quilmes Atlético Club. Sau đó, Díaz tiếp tục chơi cho các câu lạc bộ như River Plate, Inter Milan, Yokohama Marinos, và Monaco dưới thời của huấn luyện viên nổi tiếng Arsène Wenger.

### Cấp đội tuyển quốc gia

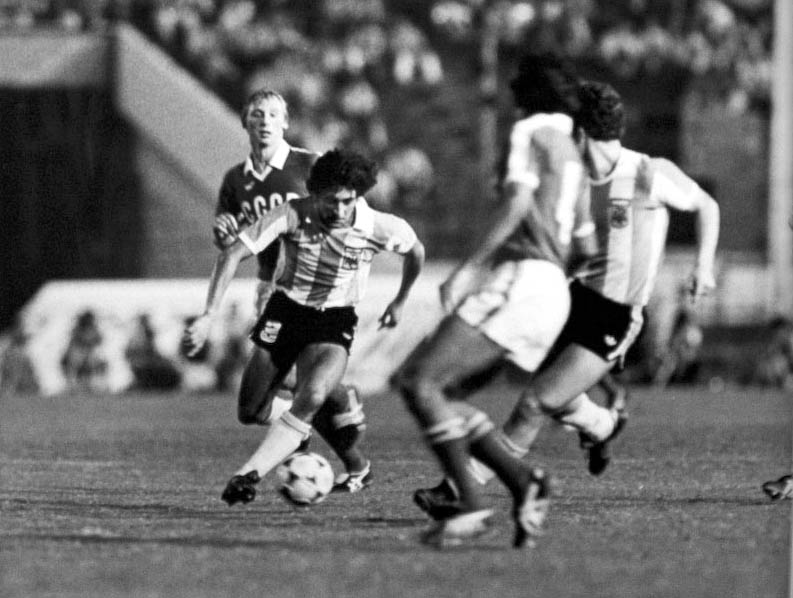
Diaz tại U-20 World Cup 1979.

Díaz đã vô địch Cúp trẻ thế giới năm 1979 với U-20 Argentina cùng với Diego Maradona và giành được chiếc giày vàng.
Sau đó, ông tiếp tục được tham dự FIFA World Cup 1982 và ghi bàn vào lưới Brasil trong trận thua 3-1 của Argentina. Đã có tin đồn rằng Maradona ngăn cản Díaz lên tuyển Argentina thi đấu ở World Cup 1986 và 1990 vì xích mích cá nhân. Tuy nhiên, điều này đã bị Maradona chối bỏ trong cuốn tự truyện Yo Soy el Diego của mình. Diego tiết lộ rằng ông đã nói với huấn luyện viên của Argentina lúc đó, Carlos Bilardo, rằng ông muốn Díaz tham dự cả hai kỳ World Cup 1986 và 1990.

## Thống kê sự nghiệp

### Cầu thủ
Cấp câu lạc bộ 
| Club performance | Club performance | Club performance | League | League | Cup             | Cup             | League Cup        | League Cup        | Tổng cộng | Tổng cộng |
| Mùa giải         | CLB              | Giải đấu         | Trận   | Bàn    | Trận            | Bàn             | Trận              | Bàn               | Trận      | Bàn       |
| Argentina        | Argentina        | Argentina        | League | League | Cup             | Cup             | League Cup        | League Cup        | Tổng      | Tổng      |
| ---------------- | ---------------- | ---------------- | ------ | ------ | --------------- | --------------- | ----------------- | ----------------- | --------- | --------- |
| 1978             | River Plate      | Primera División | 14     | 5      |                 |                 |                   |                   | 14        | 5         |
| 1979             | River Plate      | Primera División | 22     | 12     |                 |                 |                   |                   | 22        | 12        |
| 1980             | River Plate      | Primera División | 40     | 22     |                 |                 |                   |                   | 40        | 22        |
| 1981             | River Plate      | Primera División | 47     | 18     |                 |                 |                   |                   | 47        | 18        |
| Ý                | Ý                | Ý                | League | League | Coppa Italia    | Coppa Italia    | League Cup        | League Cup        | Tổng      | Tổng      |
| 1982–83          | Napoli           | Serie A          | 25     | 3      |                 |                 |                   |                   | 25        | 3         |
| 1983–84          | Avellino         | Serie A          | 24     | 7      |                 |                 |                   |                   | 24        | 7         |
| 1984–85          | Avellino         | Serie A          | 27     | 5      |                 |                 |                   |                   | 27        | 5         |
| 1985–86          | Avellino         | Serie A          | 27     | 10     |                 |                 |                   |                   | 27        | 10        |
| 1986–87          | Fiorentina       | Serie A          | 29     | 10     |                 |                 |                   |                   | 29        | 10        |
| 1987–88          | Fiorentina       | Serie A          | 24     | 7      |                 |                 |                   |                   | 24        | 7         |
| 1988–89          | Inter Milan      | Serie A          | 33     | 12     | 7               | 1               | 3                 | 2                 | 43        | 15        |
| Pháp             | Pháp             | Pháp             | League | League | Coupe de France | Coupe de France | Coupe de la Ligue | Coupe de la Ligue | Tổng      | Tổng      |
| 1989–90          | Monaco           | Hạng nhất Pháp   | 28     | 15     |                 |                 |                   |                   | 28        | 15        |
| 1990–91          | Monaco           | Hạng nhất Pháp   | 32     | 9      |                 |                 |                   |                   | 32        | 9         |
| Argentina        | Argentina        | Argentina        | League | League | Cup             | Cup             | League Cup        | League Cup        | Tổng      | Tổng      |
| 1991–92          | River Plate      | Primera División | 31     | 20     |                 |                 |                   |                   | 31        | 20        |
| 1992–93          | River Plate      | Primera División | 21     | 7      |                 |                 |                   |                   | 21        | 7         |
| Nhật Bản         | Nhật Bản         | Nhật Bản         | League | League | Cúp Hoàng Đế    | Cúp Hoàng Đế    | J.League Cup      | J.League Cup      | Tổng      | Tổng      |
| 1993             | Yokohama Marinos | J1 League        | 32     | 28     | 3               | 1               | 5                 | 3                 | 40        | 32        |
| 1994             | Yokohama Marinos | J1 League        | 37     | 23     | 4               | 2               | 3                 | 1                 | 44        | 26        |
| 1995             | Yokohama Marinos | J1 League        | 6      | 1      | 0               | 0               | -                 | -                 | 6         | 1         |
| Quốc gia         | Argentina        | Argentina        | 175    | 84     |                 |                 |                   |                   | 175       | 84        |
| Quốc gia         | Ý                | Ý                | 189    | 54     |                 |                 |                   |                   | 189       | 54        |
| Quốc gia         | Pháp             | Pháp             | 60     | 24     |                 |                 |                   |                   | 60        | 24        |
| Quốc gia         | Nhật Bản         | Nhật Bản         | 75     | 52     | 7               | 3               | 8                 | 4                 | 90        | 59        |
| Tổng cộng        | Tổng cộng        | Tổng cộng        | 499    | 214    | 7               | 3               | 8                 | 4                 | 514       | 221       |

Cấp đội tuyển quốc gia
| Đội tuyển bóng đá Argentina | Đội tuyển bóng đá Argentina | Đội tuyển bóng đá Argentina |
| Năm                         | Trận                        | Bàn                         |
| --------------------------- | --------------------------- | --------------------------- |
| 1979                        | 1                           | 1                           |
| 1980                        | 9                           | 4                           |
| 1981                        | 4                           | 1                           |
| 1982                        | 8                           | 4                           |
| Tổng cộng                   | 22                          | 10                          |

## Danh hiệu

### Cầu thủ
River Plate
- Primera División Argentina (5): 1979 Metropolitano, 1979 Nacional, 1980 Metropolitano, 1981 Nacional, 1991 Apertura

Inter Milan
- Serie A (1): 1988–89

Monaco
- Coupe de France (1): 1990–91

Argentina
- Giải vô địch bóng đá U-20 thế giới (1): 1979

### Huấn luyện viên
River Plate
- Primera División Argentina (6): 1996 Apertura, 1997 Clausura, 1997 Apertura, 1999 Apertura, 2002 Clausura, 2014 Final
- Superfinal (1): 2013–14[a]
- Copa Libertadores (1): 1996
- Supercopa Libertadores (1): 1997

San Lorenzo
- Primera División Argentina (1): 2007 Clausura

Al-Hilal
- Saudi Professional League (1): 2016–17
- King's Cup (1): 2017

### Cá nhân
- Chiếc giày vàng giải vô địch bóng đá U-20 thế giới: 1979
- Vua phá lưới Primera División Argentina: 1991 Apertura
- Vua phá lưới J. League: 1993
- Đội hình tiêu biểu J. League: 1993